# Секс, стыд и слёзы
«Секс, стыд и слёзы» — мексиканская кинокомедия, режиссёрский дебют Антонио Серрано. Второй из известных фильмов эпохи «Нового мексиканского кино» (первым считается «Как вода для шоколада»). Фильм заработал 10,9 млн долл. в Мексике, его посмотрело около 8 млн мексиканцев.

## Сюжет
Томас (Демиан Бичир) возвращается в Мексику после семилетнего путешествия вокруг света, чтобы увидеть своих друзей Карлоса (Виктор Угго Мартин) и Ану (Сюзана Сабалета), которые испытывают проблемы в отношениях. Томас, бывший возлюбленный Аны, соблазняет её, и в итоге Карлос выгоняет их из дома. Вместо того, чтобы уйти вдвоём с Томасом, Ана переходит улицу и направляется в квартиру друзей — Мигеля (Хорхе Салинас) и Адреа (Сесилия Суарес), ещё одной семейной пары, испытывающей проблемы в отношениях. Ситуация превращается в битву «парни против девушек», и Мигеля выгоняют из дома за то, что он изменил Андреа. Он отправляется жить к «мальчикам» в дом напротив, а их подруга Мария (Моника Дионн) присоединяется к «девочкам» в качестве бойкота против мужиков. Томас навязывается к Андреа, и его застукивают на месте. Сознавая пустоту в своей жизни после сцены в ночном клубе, Томас признаётся в любви к Ане перед тем, как, возможно, совершит самоубийство.

## Награды
- Премия «Серебряный Ариэль» в категории Лучшая актриса (2000).
- Премия «Серебряный Ариэль» в категории Лучший сценарий (2000).
- Приз зрителей на Международном кинофестивале в Гвадалахаре (1999).

## Оценки критиков
- Леонардо Гарсия Цао (Variety): «Сделав себе имя в мексиканском театре, Антонио Серрано обратил свою успешную пьесу „Секс, стыд и слёзы“ в говорливую, но часто смешную картину о группе яппи-неудачников, неспособных жить ради своих надежд. Снято профессионально и с любовью… Однако, ощущение дежавю может помешать привлекательности фильма на заграничном экране.»[2]